# Clavelina brasiliensis
Clavelina brasiliensis is een zakpijpensoort uit de familie van de Clavelinidae. De wetenschappelijke naam van de soort is voor het eerst geldig gepubliceerd in 1977 door Millar.